# Henry Jennings
Pour les articles homonymes, voir Jennings.
Henry Jennings  (date de naissance inconnue et mort peut-être en 1745) fut un corsaire anglais du XVIIIe siècle qui servit principalement durant la guerre de Succession d'Espagne et plus tard servit comme chef des pirates de Nassau, sur l'île de New Providence.

## Biographie
Le premier acte de piraterie enregistré par Jennings eu lieu au début de 1716, lorsque sa flotte (trois navires et entre 150 et 300 hommes) tendit une embuscade au camp de sauvetage espagnol du Trésor de la flotte espagnole de 1715. Après le raid en Floride, Jennings et son équipage se sont également associés aux "trois ensembles de pirates" de Benjamin Hornigold de l'île de New Providence. À partir de 1716 et pendant environ un an et demi, Jennings navigua pendant l'âge d'or de la piraterie, accompagné d'individus tels que le pirate Black Sam Bellamy et Paulsgrave Williams.
L'auteur Colin Woodard décrit Jennings comme "un capitaine de navire instruit avec de bonnes connaissances sur les Bermudes et la Jamaïque". Il se décrivait comme étant un bermudien, car la famille Jennings y était établie, surtout à Flatts Village, le quartier aisé situé à l'ouest, toujours connu sous le nom de Jennings Land.
Bien que l'on sache peu de choses sur les débuts de la carrière de Jennings, il a d'abord été enregistré comme corsaire pendant la Guerre de Succession d'Espagne opérant depuis la Jamaïque, alors gouvernée par Lord Archibald Hamilton. Il est prouvé que Jennings possédait suffisamment de terres et de plantations en Jamaïque pour vivre confortablement.

## Carrière

### Le naufrage du trésor espagnol au large de la Floride
Le 31 juillet 1715, 11 navires transportant le trésor espagnol partis de La Havane, firent naufrage après avoir été pris dans un ouragan le long des côtes de Floride près du Cap Canaveral. 

La nouvelle du naufrage et leur appel de détresse atteignirent la Jamaïque en novembre 1715 et Jennings et Charles Vane avec le navire Bersheba (Barsheba ou Bathsheba selon les versions) naviguèrent alors immédiatement vers la côte de la Floride. 

Jennings avait reçu une commission du gouverneur de la Jamaïque, Lord Archibald Hamilton, tout comme l'Aigle de John Wills. Il avait été choisi pour « exécuter toutes sortes d'actes d'hostilité contre les pirates conformément au droit des armes », avec des instructions explicites de n'attaquer personne, sauf les pirates. Il a été plus tard affirmé que Archibald Hamilton avait investi dans les navires et avait approuvé un plan pour qu'il attaque également les épaves espagnoles. Plus tard, Hamilton niera toute implication dans les attaques contre les épaves espagnoles. En décembre, Jennings et Charles Vane capturèrent un navire espagnol et obtinrent la position exacte du principal camp de sauvetage espagnol situé près de Urca de Lima et commandé par le capitaine Pedro de la Vega.

Au moment où Jennings arriva en Floride au début de l'année 1716, la plus grosse partie du trésor de la flotte espagnole de 1715 avait déjà été renvoyé à La Havane après avoir été collecté par des plongeurs indiens.

Cependant, Jennings trouva le reste du trésor en attente d'expédition près de la plage dans un fort légèrement gardé à Palma de Ayz, probablement près de Vero Beach. A l'aide de sa flotte Jennings tendit une embuscade au camp espagnol. Quand Jennings et ses 300 hommes attaquèrent les entrepôts, ils obligèrent 60 soldats dirigés par l'amiral Salmon à faire retraite, et volèrent environ 87 500 £ en or et argent, ce qui équivalait à un salaire de dix ans.
Jennings se rendit ensuite à Nassau, la capitale de New Providence, avec les 87 500 £ du trésor de la flotte espagnole de 1715 récupérés. A cette période, Benjamin Hornigold était le représentant des pirates de la côte et tout le monde savait que Jennings et ce dernier se détestaient. Comme Jennings avait 300 hommes bien armés sous ses ordres et au moins deux sloops, Benjamin Hornigold ne put l'arrêter et la flottille partit pour la Jamaïque après quelques jours de réjouissances et la distribution ordonnée de la part de l'équipage du prix en argent. Jennings prit soin de voler un des navires d'Hornigold avant de partir. Jennings et ses hommes naviguaient vers la Jamaïque pour présenter leurs prises à la Cour du vice-amirauté, qui était présidé par Archibald Hamilton.
Jennings mit les voiles pour la Jamaïque en rapportant environ 350 000 pesos, ou 120 000 pièces de huit, accompagné par le capitaine John Wills et son équipage de l'Aigle. En chemin, sa flotte rencontra un navire marchand espagnol, que Jennings captura et pilla. Ensuite, il relâcha l'équipage sur leur navire, qu'il ne coula pas. Le capitaine espagnol suivit alors la flotte de Jennings le long du rivage cubain par le passage du vent et à l'embouchure du port de Port Royal. Le capitaine espagnol navigua ensuite jusqu'à Cuba, où il signala le pillage de son navire au vice-roi espagnol. En conséquence, le vice-roi, qui avait également entendu parler du pillage du camp du rivage par Jennings, fut indigné et  contacta Hamilton pour exiger la pendaison des pirates. Le vice-roi menaça également de tuer des Anglais dans des endroits comme La Havane si Hamilton ne se conformait pas à ses exigences. Hamilton déclarant qu'il ne savait rien de ces pirates et qu'il devait y avoir une erreur, déclara qu'il fouetterait à son tour tous les Espagnols qu'il pourrait trouver en Jamaïque si la menace contre des vies anglaises était mise à exécution. Le Bersheba jeta l'ancre en Jamaïque le 26 janvier 1716. Jennings et Wills, conformément à leurs commissions, apportèrent leur trésor à Hamilton. Bien que Hamilton ait déclaré plus tard qu'il n'avait pas pris sa part du trésor, il n'a pas non plus arrêté Jennings, ni d'autres corsaires.
Jennings attaqua à deux nouvelles reprises les épaves espagnoles en 1716 avec la Bersheba. Il retourna aussi au camp où les espagnols avaient entreposé les trésors récupérés.

### La fin de Henry Jennings
Après avoir été chassé de la Jamaïque par Hamilton pour son attaque contre des navires espagnols, Henry Jennings s'allia avec Samuel Bellamy et Paulsgrave Williams pour attaquer 2 navires français : le Sainte-Marie et le Marianne. Le second fut cependant attaquer en premier par Hornigold et ses hommes. Trahi ensuite par Bellamy et Williams, il se réfugia à Nassau où il fut contraint de cohabiter avec Benjamin Hornigold. Quelque temps après, le Roi Georges Ier décida de céder le pardon aux pirates qui le voulaient pour démanteler la république pirate qui prenait une trop grosse ampleur à cette période là. Jennings y vit le moyen de retourner en Jamaïque et de reprendre une vie normale dans ses terres et plantations. Il décida finalement d'accepter le pardon, quitta Nassau et retourna sur ses terres natales.